# Bistum Funchal

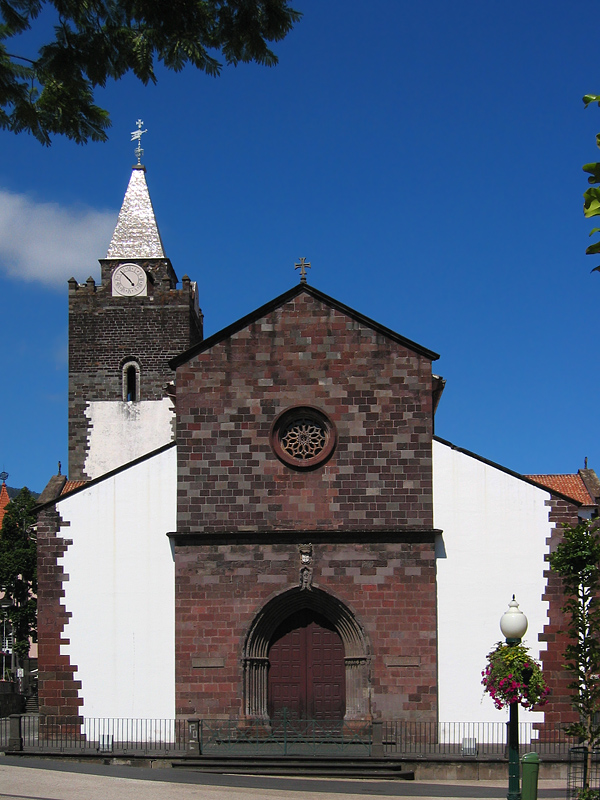
Sé Catedral de Nossa Senhora da Assunção in Funchal

Das Bistum Funchal (lateinisch Dioecesis Funchalensis, portugiesisch Diocese de Funchal) ist eine in Portugal gelegene römisch-katholische Diözese mit Sitz in Funchal auf Madeira.

## Geschichte

### Entwicklung des Bistums
Das Bistum Funchal wurde am 12. Januar 1514 durch Papst Leo X. mit der Apostolischen Konstitution und Päpstlichen Bulle Pro excellenti praeeminentia aus Gebietsabtretungen des Erzbistums Tanger errichtet und dem Patriarchat von Lissabon als Suffraganbistum unterstellt. Auch wurde die Jurisdiktionshoheit des Christusordens über die portugiesischen Überseeterritorien aufgehoben und dem neu errichteten Bistum auf Madeira übertragen. 
Das Bistum Funchal wurde am 31. Januar 1533 durch Papst Clemens VII. zum Erzbistum erhoben und ihm die aus seinem Gebiet neu gegründeten Diözesen unterstellt:
Erzbistum Funchal (Januar 1533 – Juli 1551)
1. Bistum Goa (seit Januar 1533)
2. Bistum Santiago de Cabo Verde (seit Januar 1533)
3. Bistum Angra (seit November 1534)
4. Bistum São Tomé und Príncipe (seit November 1534)
5. Bistum São Salvador da Bahia de Todos os Santos (seit Februar 1551)

Die nach Fläche größte und kirchengeschichtlich bedeutsamste war die Diözese Goa, welche das gesamte Territorium vom Kap der guten Hoffnung bis Japan umfasste.
Am 3. Juli 1551 wurde das Erzbistum Funchal durch Papst Julius III. zum Bistum herabgestuft und dem Patriarchat von Lissabon als Suffraganbistum unterstellt. 1763 gab das Bistum Funchal Teile seines Territoriums zur Gründung der Apostolischen Präfektur Senegal ab. Eine weitere Gebietsabtretung erfolgte am 22. Januar 1842 zur Gründung der Apostolischen Präfektur der zwei Guineas und Senegambia.

### Sexueller Missbrauch im Bistum Funchal
In der Nacht zum 2. Mai 1992 kam es im Bistum zu einem Missbrauchsfall mit Todesfolge. 1993 wurde der brasilianische Pater Frederico Cunha ORC, Mitglied des Engelwerkes, vom Bezirksgericht in Santa Cruz wegen vollendeten Mordes und versuchten sexuellen Missbrauchs von Jugendlichen zu einer Freiheitsstrafe von dreizehn Jahren verurteilt, obwohl mehrere dem Engelwerk angehörige Priester versucht hatten, Zeugen zur Falschaussage anzustiften und Bischof Teodoro de Faria gegen Cunhas Verhaftung protestiert hatte. Im April 1998 flüchtete Cunha während eines vorübergehenden Freigangs nach Rio de Janeiro. Zumindest bis Februar 2016 blieb Cunha im Bistum Funchal inkardiniert.
Im November 2017 wies der Journalist António Fontes auf die fortgesetzte Tätigkeit pädokrimineller Priester im Bistum Funchal hin und bezeichnete letzteres in diesem Zusammenhang als „Misthaufen“ (wörtlich monte de esterco). Trotz Cunhas rechtskräftiger Verurteilungen wurde gegen ihn keinerlei Kirchenstrafe verhängt (Stand Februar 2019), weitere Missbrauchsfälle im Bistum blieben ungeklärt.
Im Sommer 2018 verschwand der zum dritten Mal pädokrimineller Handlungen verdächtige und vom vormaligen Ortsbischof António José Cavaco Carrilho vorläufig amtsenthobene Priester Anastácio Alves spurlos. Missbrauchsvorwürfe aus den Jahren 2005 und 2007, während des Episkopats von Bischof Teodorio Faria, waren nicht aufgeklärt worden; Alves wurde wie Cunha von Faria lediglich versetzt. Die jüngsten Vorwürfe gegen Alves waren seitens der römisch-katholischen Kirche gegenüber der Polizei verschwiegen worden; diese erfuhr erst durch die Kinder- und Jugendschutzkommission des portugiesischen Justizministeriums vom Verdacht des Kindesmissbrauchs durch Alves. Auch die Kongregation für die Glaubenslehre leitete kein Verfahren gegen Alves ein. Mit Stand von März 2019 konnte Alves vom Ortsbistum nicht zu den Strafanzeigen befragt werden. Im November 2019 erbat Alves seine Entpflichtung als Priester im Bistum Funchal; sein Aufenthaltsort blieb unbekannt, wodurch das eingeleitete Strafverfahren unterbrochen wurde.